# Vaduz
Vaduz és la capital del principat de Liechtenstein. És un important centre financer internacional i la seu de l'administració del principat i del parlament nacional (Landtag). Des del 1939, és la residència del príncep, que actualment és Hans Adam II.

## Situació
Situada vora el Rin, a 47° 08′ N i 9° 31′ E i a 455 m sobre el nivell del mar, el seu municipi té 17,3 km² i 5.014 habitants (2004), la majoria dels quals de religió catòlica. La seva catedral és la seu de l'arquebisbat catòlic de Liechtenstein.

## Economia
Actualment gran part de l'economia local depèn dels bancs. Vaduz és considerada com una de les capitals dels paradisos fiscals més pròspers del món. La ciutat és rica en magatzems de moda, alguns dels quals representen el període de la Belle époque (quan Vaduz tenia les millors relacions amb Viena) durant el qual la ciutat es va convertir en un centre cultural a nivell europeu. Aleshores Vaduz va ser la seu de diverses trobades de filòsofs, poetes i músics.

## Turisme

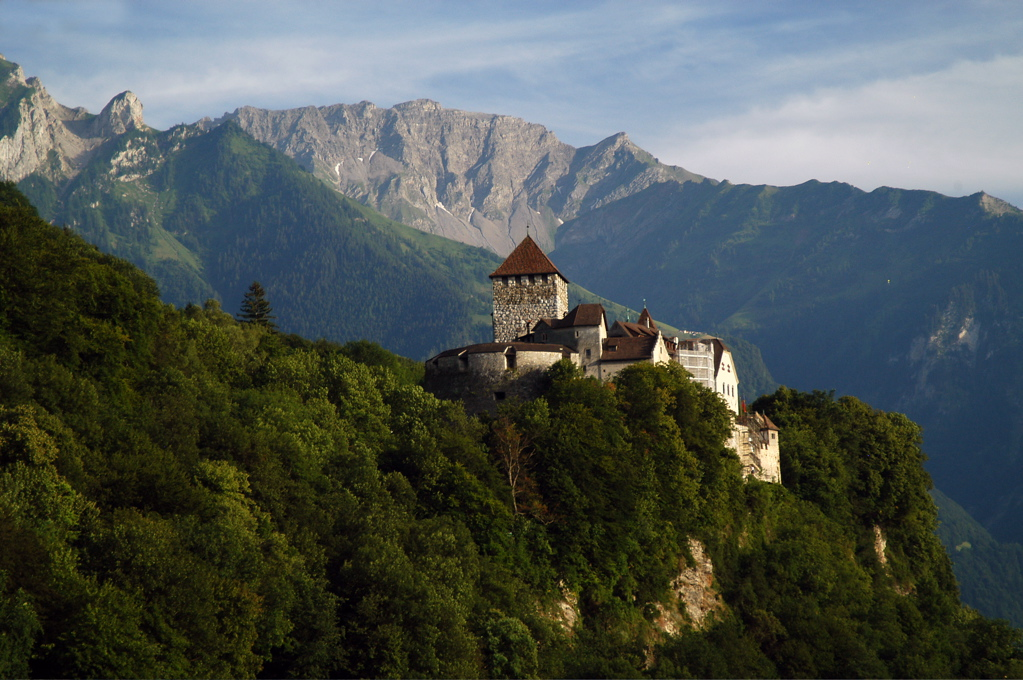
El castell de Vaduz, un dels principals punts d'atracció de la ciutat

El clima continental ajuda que Vaduz sigui una de les destinacions preferides de japonesos i xinesos. La presència d'una estació termal i d'estacions d'esquí permeten que la ciutat pugui ser visitada durant tot l'any, encara que la ciutat no tingui accés per mitjà del tren, té excel·lents correspondències de busos que la connecten amb una estació de tren a Suïssa.
Té diverses col·leccions d'art, un museu postal i una animada indústria turística. Vaduz compta amb una sèrie de biblioteques ben fornides i una bella catedral. El castell dels prínceps n'és el monument principal, si bé no és obert al públic; construït en època medieval, amb el pas del temps s'hi afegiren dues ales, una d'estil renaixentista i una altra de neoclàssica.

## Història

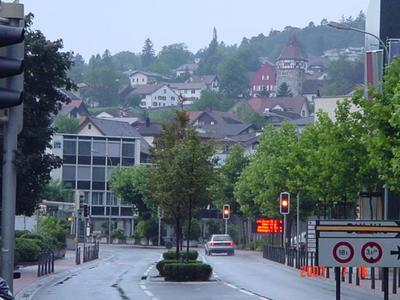
El centre urbà de Vaduz

Segurament la regió va ser poblada des de l'època prehistòrica segons els vestigis trobats recentment. En l'època romana era una cruïlla cap a la regió germanica. Vaduz s'esmenta per primera vegada l'any 1150. Segons la tradició, Vaduz fou fundada al segle xiii pels comtes de Werdenberg, que van construir un castell de defensa en la regió, des d'on va atreure gent i li va donar vida a la ciutat. El 1322 ja s'esmenta el castell, que fou saquejat pels suïssos el 1499. Durant el renaixement la ciutat va viure una època de gran impuls arquitectònic i cultural. A partir de mitjan segle xv, el comte de Vaduz va residir en el castell de la ciutat.
Com a curiositat, cal destacar que aquí s'hi va fabricar la calculadora mecànica de butxaca Curta, un precedent de les actuals calculadores electròniques, per part de l'empresa local Contina AG Mauren.